# Nullkline
In der Mathematik ist die Nullkline ein nützliches Werkzeug zur Analyse einer nichtlinearen Differentialgleichung.
Für eine Differentialgleichung der Form
{\displaystyle x_{1}^{\prime }=f_{1}(x_{1},\ldots ,x_{n})}
{\displaystyle \ldots }
{\displaystyle x_{n}^{\prime }=f_{n}(x_{1},\ldots ,x_{n})}
ist die {\displaystyle x_{j}}-Nullkline die Menge der Punkte mit {\displaystyle x_{j}^{\prime }=0}, also die Lösungsmenge der Gleichung {\displaystyle f_{j}(x_{1},\ldots ,x_{n})=0}.
Die {\displaystyle x_{j}}-Nullklinen für {\displaystyle j=1,\ldots ,n} zerlegen den {\displaystyle \mathbb {R} ^{n}} in verschiedene Regionen, in denen das durch die Differentialgleichung gegebene Vektorfeld jeweils in dieselbe Richtung zeigt.
Häufig genügt eine Betrachtung des Verhaltens in den einzelnen Regionen bereits für ein qualitatives Verständnis des Phasenporträts.

## Beispiel
Betrachte die autonome Differentialgleichung
{\displaystyle x^{\prime }=2x(1-{\frac {x}{2}})-xy}
{\displaystyle y^{\prime }=-y+xy}.
Im folgenden Bild ist die vertikale Nullkline {\displaystyle x^{\prime }=0} blau und die horizontale Nullkline {\displaystyle y^{\prime }=0} rot eingezeichnet.

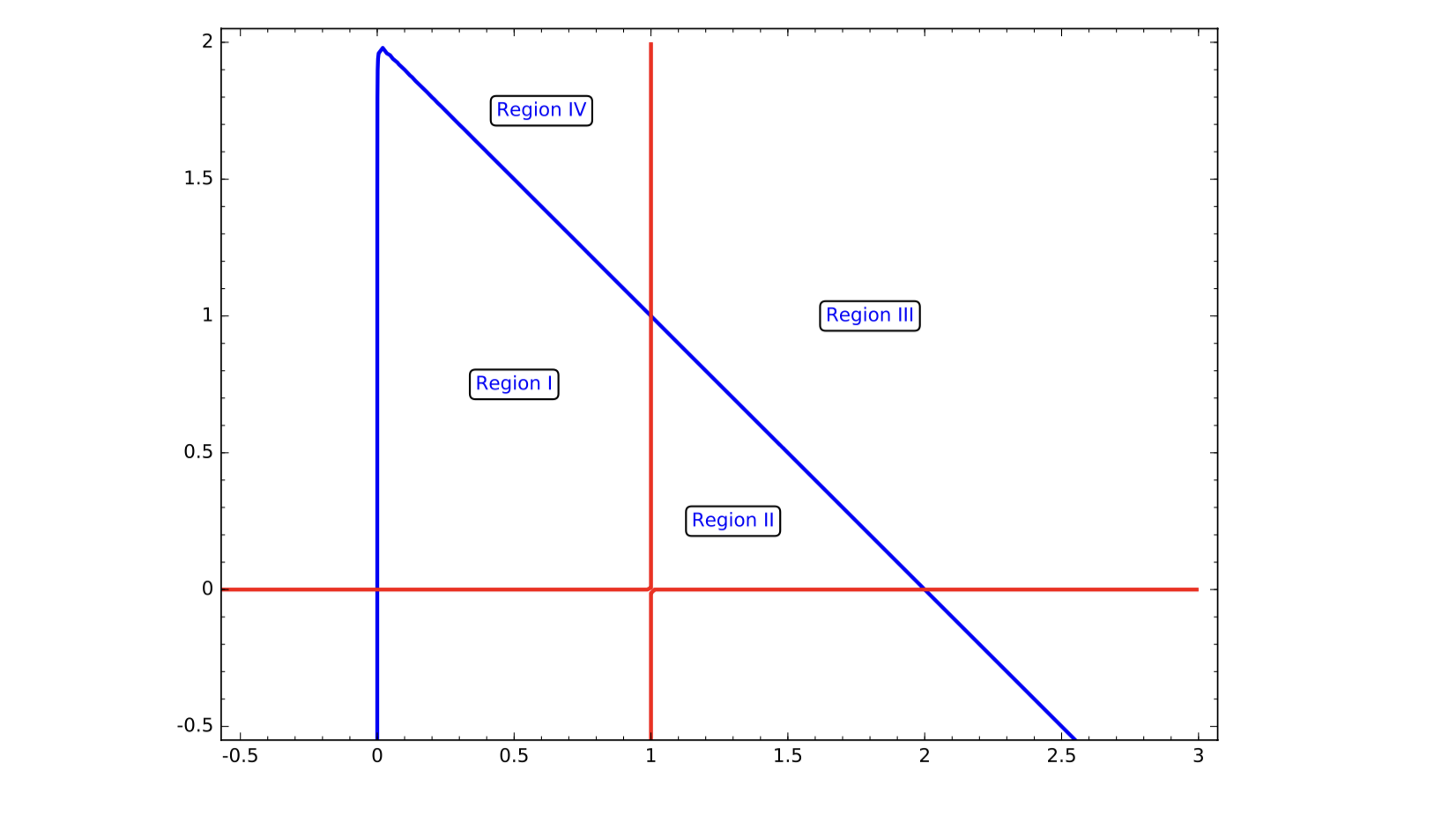

Durch Auflösen der Gleichungen {\displaystyle x^{\prime }=0} bzw. {\displaystyle y^{\prime }=0} macht man die folgenden Beobachtungen:
- Der Punkt {\displaystyle (0,0)} ist ein Gleichgewichtspunkt, ebenso die Punkte {\displaystyle (1,1)} und {\displaystyle (2,0)}.
- Entlang der vertikalen Nullkline {\displaystyle x=0} ist die horizontale Bewegung gegeben durch {\displaystyle y^{\prime }=-y}. Daraus folgt, dass keine Lösungskurve diese Nullkline überqueren kann.
- Entlang der vertikalen Nullkline {\displaystyle 2-x-y=0} ist die horizontale Bewegung gegeben durch {\displaystyle y^{\prime }=-(x-2)(x-1)}. Daraus folgt, dass kreuzende Lösungskurven für {\displaystyle 1<x<2} von unten nach oben und sonst von oben nach unten kreuzen müssen.
- Entlang der horizontalen Nullkline {\displaystyle y=0} ist die vertikale Bewegung gegeben durch {\displaystyle x^{\prime }=x(2-x)}. Die Bewegung geht für {\displaystyle 0<x<2} von links nach rechts, sonst von rechts nach links. Keine Lösungskurve kann diese Nullkline überqueren.
- Entlang der vertikalen Nullkline {\displaystyle x=1} ist die horizontale Bewegung gegeben durch {\displaystyle x^{\prime }=1-y}. Daraus folgt, dass kreuzende Lösungskurven für {\displaystyle y<1} von links nach rechts und für {\displaystyle y>1} von rechts nach links kreuzen müssen.

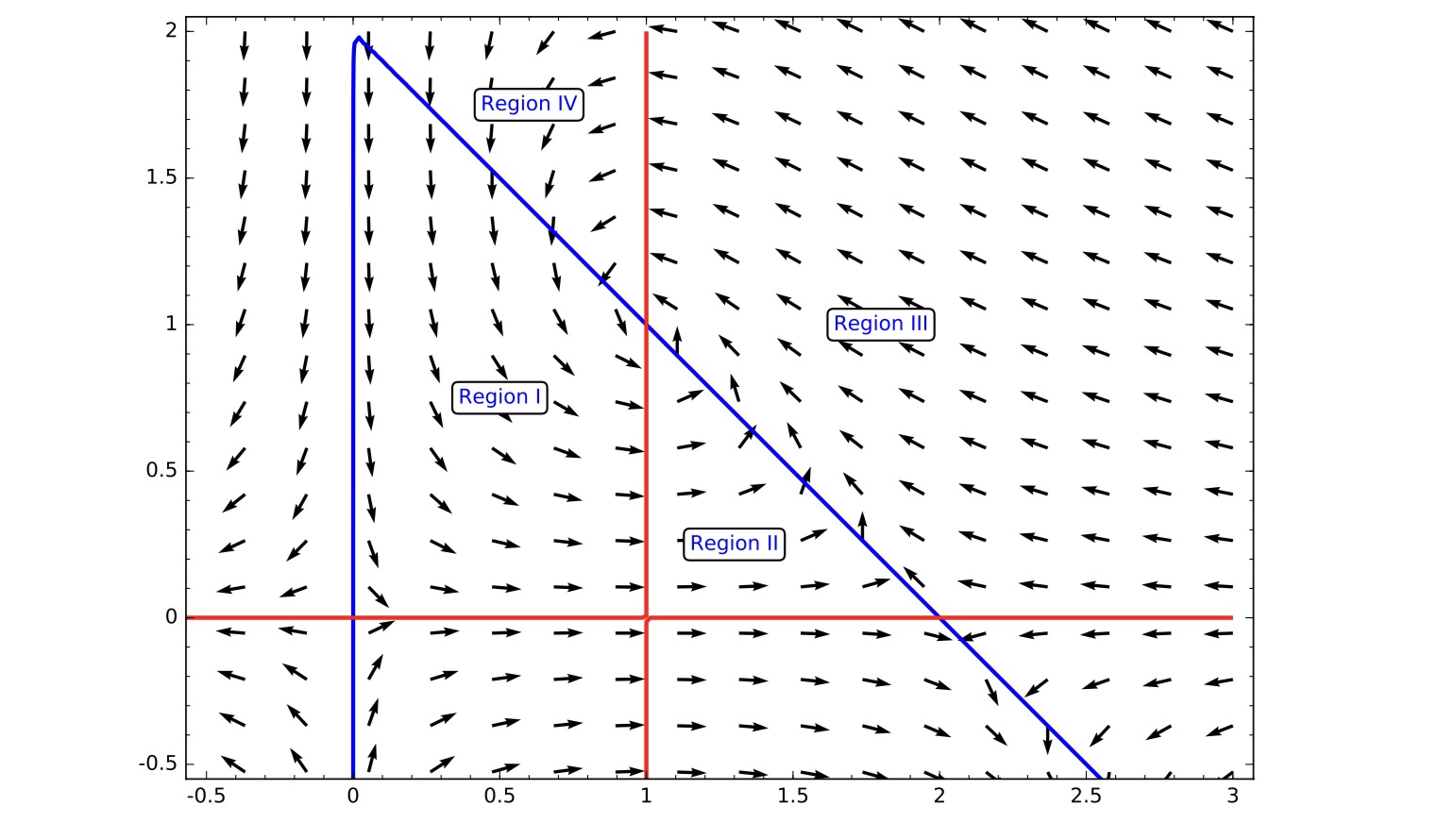

Für Startpunkte im Quadranten {\displaystyle x>0,y>0} ergeben sich damit nur folgende drei Möglichkeiten:
- die Lösungskurve strebt gegen ein Gleichgewicht,
- die Lösungskurve strebt in Region III in vertikaler Richtung gegen Unendlich, oder
- die Lösungskurve folgt einem Zyklus Region I -> Region II -> Region III -> Region IV -> Region I usw.